# بابک (کتاب)
بابک (به فرانسوی: Le Monde comme il va) حکایتی تمثیلی و فلسفی است که توسط ولتر، نویسندهٔ اهل فرانسه نوشته شده‌است. داستان به‌ظاهر در سرزمین پارس می‌گذرد اما در واقع مربوط به پاریس است.